# Bhind
Bhind è una suddivisione dell'India, classificata come municipality, di 153.768 abitanti, capoluogo del distretto di Bhind, nello stato federato del Madhya Pradesh. In base al numero di abitanti la città rientra nella classe I (da 100.000 persone in su).

## Geografia fisica
La città è situata a 26° 33' 51 N e 78° 47' 18 E e ha un'altitudine di 142 m s.l.m.

## Società

### Evoluzione demografica
Al censimento del 2001 la popolazione di Bhind assommava a 153.768 persone, delle quali 83.009 maschi e 70.759 femmine. I bambini di età inferiore o uguale ai sei anni assommavano a 23.089, dei quali 12.764 maschi e 10.325 femmine. Infine, coloro che erano in grado di saper almeno leggere e scrivere erano 106.079, dei quali 63.498 maschi e 42.581 femmine.